# Saint-Félix, Oise

Saint-Félix este o comună în departamentul Oise, Franța. În 1 ianuarie 2022 avea o populație de 618 de locuitori.